# Чжу Сюеїн
Чжу Сюеїн (2 березня 1998 , Пекін ) — китайська стрибунка на батуті, олімпійська чемпіонка 2020 року, чемпіонка світу.

## Результати
| Рік              | Місце проведення       | Особисті         | Синхронні        | Команда          |                  |
| Олімпійські ігри | Олімпійські ігри       | Олімпійські ігри | Олімпійські ігри | Олімпійські ігри | Олімпійські ігри |
| ---------------- | ---------------------- | ---------------- | ---------------- | ---------------- | ---------------- |
| 2021             | Токіо, Японія          | 1                | Н/Д              | Н/Д              |                  |
| Чемпіонат світу  |                        |                  |                  |                  |                  |
| 2017             | Софія, Болгарія        | 8                | 1                | 1                |                  |
| 2018             | Санкт-Петербург, Росія | 2                | 8                | 1                |                  |
| 2019             | Токіо, Японія          | 72               | Н/Д              | 4                |                  |